# Pala di Francesco Lomellini
La Pala di Francesco Lomellini è un dipinto a olio su tavola (298x185 cm la parte centrale, 95x185 la cimasa) di Filippino Lippi, datato al 1502-1503 e conservato a Palazzo Bianco a Genova.

## Storia
Francesco Lomellini era un nobiluomo genovese che, nell'ambito del progetto di ristrutturazione della sua cappella nella chiesa di San Teodoro (completato nel 1510), nel 1502 aveva commissionato a Filippino, uno degli artisti più in vista attivi a Firenze, una grande pala d'altare.
L'opera, firmata e datata (PHILIPPINUS FLORENTINUS FACIEBAT / A.D. M.CCCCC.III-.; inoltre sul retro reca l'acronimo del pittore "Glo/Vi/s"), venne spedita da Firenze nel febbraio 1503, un anno prima della prematura morte dell'artista.  L'originaria tripartizione  (predella, tavola maggiore e lunetta) si conservò fino alla fine della Repubblica aristocratica come conferma Carlo Giuseppe Ratti nel 1780. La predella con la Pietà sparì probabilmente nel 1797-1799, durante i tumulti legati all'occupazione francese. Privata della cornice originale nel 1811 l'opera fu requisita e trasferita da Dominique-Vivant Denon a Parigi. Le due tavole rimanenti vennero montate in una nuova cornice classicheggiante e vennero esposte al Musée Napoleon. L'opera tornò a Genova nel 1816 ma nel 1970 la chiesa di San Teodoro venne distrutta e le tavole vennero trasferite in un convento a Fassolo, dove risultano ancora presenti nel 1877. Nel 1892 la pala venne trasferita a Palazzo Bianco dove si trova tuttora.

### Restauri
L'importante restauro del 1858, a seguito di un primo intervento francese di cui non si hanno notizie, è documentato da una scritta apposta sul verso della tavola principale: PROPRIETÀ / DELLA NOB.FAMIGLIA LOMELLINI / FU NAPOLEONE / RISTORATO 1858. Nello stesso anno venne apposta la scritta NAPOLEONIS LOMELLINI PROPIETAS a seguito dell'accordo raggiunto fra la Fabbriceria di San Teodoro e i marchesi Lomellini, tutori dei beni di famiglia raccolti nella "Fondazione Napoleone Lomellini". Un secondo restauro conservativo venne eseguito da Oreste Silvestri nel 1925. Nel 1934 vennero nuovamente deliberati altri restauri, probabilmente eseguiti da Pompeo Rubinacci che intervenne sull'opera anche nel 1951 e 1953.

## Descrizione e stile

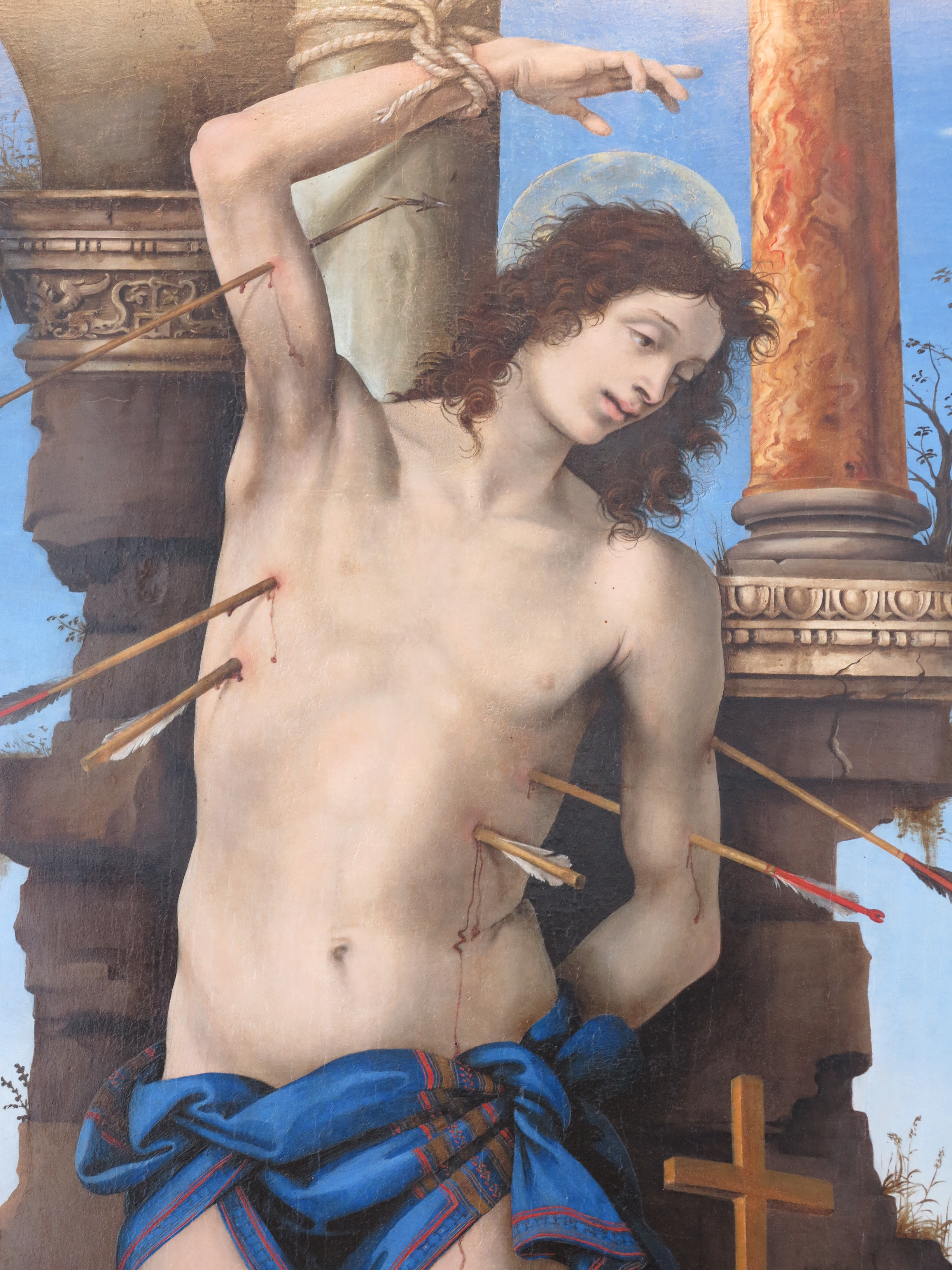
Dettaglio di san Sebastiano

La pala principale mostra san Sebastiano, titolare della cappella, tra i santi Francesco d'Assisi, patrono del committente, e Giovanni Battista, protettore della città di Genova.
Il santo principale è raffigurato su un piedistallo classicheggiante, che riprende le fantasiose rievocazioni archeologiche di sue celebri opere; su di esso si legge un'iscrizione ("IMP. DIO. ET. MAX.") che colloca il suo martirio all'epoca degli imperatori Diocleziano e Massimiano. La figura di Sebastiano, vestito solo di un perizoma blu cobalto, non è disposta sull'asse della scena, e la sua postura è complicata e instabile, anticipatoria per certi versi del manierismo.
Lo sfondo è occupato da rovine, che richiamano la vittoria del cristianesimo sul mondo pagano in crisi, con squarci paesistici (come la corte campagnola affollata di soldati sulla destra) e un cielo intensamente azzurro, con qualche nube. Le forme dell'architettura sono asimmetriche e irregolari, con la presenza volutamente poco coerente della colonna in marmo rosso, forse un simbolo del martirio di Cristo in parallelo con quello di Sebastiano. Le pianticelle in primo piano, ritratte con estrema cura, dimostrano gli influssi di Leonardo da Vinci e il suo amore per la botanica studiata dal vero.
Diversi elementi hanno funzione simbolica, come i due rettili a sinistra dietro Giovanni Battista. La lucertola infatti gode della luce, quindi di Dio, mentre la biscia, simbolo del peccato, rifugge nascondendosi tra le crepe.
Evidenti sono gli spunti inquietanti e anticlassici, come le espressioni patetiche, l'uso di pennellate più rapide e spigolose, linearismi e asimmetrie che appiattiscono lo spazio. Rimandano comunque alla tradizione toscana la predilezione per il disegno come base per creare l'opera, la vivacità dei colori smaltati, l'attenzione al dato naturale. Le figure appaiono allungate e asciutte, con l'accentuazione dell'espressività che le allontana dalla bellezza tipica del primo rinascimento.
La cimasa, a forma di lunetta, mostra la Madonna col Bambino tra due angeli oranti, su uno sfondo di luce dorata che simboleggia la realtà spirituale e ultraterrena.